# シヴォーン・ダウド
シヴォーン・ダウド（Siobhan Dowd、1960年2月4日 - 2007年8月21日）は、イギリス・ロンドン出身の小説家、人権活動家。

## 経歴
アイルランド系の両親のもとに生まれる。オックスフォード大学卒業後の1984年から国際ペンクラブに所属し、主にアジアや中南米の作家たちの人権擁護活動に長く携わった。
2006年に作家デビューを果たすも翌年8月乳癌のため47歳で死去。生前出版された作品は２作品にとどまったが、死後発表された『ボグ・チャイルド』は2009年にカーネギー賞を受賞。死去した作家にこの賞が贈られるのは初めてのことだった。さらに、ダウドが遺した構想をもとにパトリック・ネスが執筆した『怪物はささやく』も2012年にカーネギー賞を受賞した。
亡くなる前には、自分の印税を使って恵まれない子どもたちの読書スキルを支援するためのシヴォーン・ダウド・トラストも設立している。

## 著作
- A Swift Pure Cry (2006)（『すばやい澄んだ叫び』宮坂宏美訳、東京創元社、2024年12月）
- The London Eye Mystery (2007)　（『ロンドン・アイの謎』越前敏弥訳、東京創元社、2022年7月 のち創元推理文庫、2025年4月）
- Bog Child (2008)　（『ボグ・チャイルド』千葉茂樹訳、ゴブリン書房、2011年1月）
- Solace of the Road (2009)　（『サラスの旅』尾高薫訳、ゴブリン書房、2012年7月）
- The Ransom of Dond (2013)　（『十三番目の子』池田真紀子訳、小学館、2016年4月）
- The Pavee and the Buffer Girl (2017)

## 原案
- A Monster Calls (2011)　（『怪物はささやく』パトリック・ネス著、池田真紀子訳、あすなろ書房、2011年11月 / 創元推理文庫、2017年5月） - 2016年に映画化
- The Guggenheim Mystery (2017)　（『グッゲンハイムの謎』ロビン・スティーヴンス著、越前敏弥訳、東京創元社、2022年12月） - 『ロンドン・アイの謎』の続編

## 受賞・ノミネート歴
- 2007年：A Swift Pure Cryでブランフォード・ボウズ賞（英語版）・エリーシュ・ディロン賞（英語版）受賞、カーネギー賞最終候補
- 2008年：The London Eye Mystery（『ロンドン・アイの謎』）でビスト最優秀児童図書賞（英語版）受賞
- 2009年：Bog Child（『ボグ・チャイルド』）でカーネギー賞・ビスト最優秀児童図書賞受賞
- 2010年：Solace of the Road（『サラスの旅』）でビスト児童図書賞功労賞（英語版）受賞
- 2012年：A Monster Calls（『怪物はささやく』）がカーネギー賞・ケイト・グリーナウェイ賞受賞